# Papilio garamas subsp. garamas
Papilio garamas garamas es una subespecie de la especie de mariposas Papilio garamas en la familia Papilionidae.

## Descripción
Antenas, cabeza y abdomen de color negro. Las alas anteriores en su vista dorsal son de color negro mate, con lúnulas casi ausentes en la banda marginal de color amarillo. Desde el margen costal a la altura de la región subapical inicia una serie de líneas amarillas intervenales formando una curva hasta la altura de la banda submarginal y terminan en la vena Cu1, la mancha es más delgada, casi ausente. Desde el margen costal presenta una banda amarilla ancha que se acorva y atraviesa la cédula discal en la tercera parte de esta y termina en el margen anal a las altura de la banda postdiscal. En la venas M3 y Cu1 adquiere pico en su lado más apical. Las alas posteriores en su vista dorsal en la banda marginal tiene siete lúnulas intervenales delgadas de color amarillo, el ala es ondulada. La banda submarginal presenta seis lúnulas de fondo amarillo con naranja. entre la vena Cu2 y Cu1 la lúnula está ausente. En la banda postdiscal cruza otra banda amarilla ancha, esta es curvada y parte del margen costal y termina en el margen interno o anal. En su lado más externo a la altura de las venas adquiere picos. Presenta banda postdiscal interna con una serie de manchas con escamas de color azul (6 a 7 en total). La vena M3 está desarrollada, forma una “cola curva”, la vena Cu2 tiene la mitad alargada que la vena M3, ambas son de color negro sin macha central. Ventralmente es parecido el diseño del lado dorsal, sin embargo, la línea curva que sale desde el margen costal pala altura de la región subapical termina hasta la vena A2 cercano al torno o ángulo anal. Las alas posteriores son casi con el mismo patrón de diseño, Las lúnulas de la banda submarginal son de color anaranjado con margen amarillo en su lado más basal. Presenta también banda posdiscal interna, con manchas de color azul que se difuminan hacia su lado más externo o apical. La banda amarilla postdiscal en el borde más externo o apical (margen con picos sobre las venas) es de color anaranjado. La hembra es similar al macho,sin embargo, anteriormente se han descrito otras formas de la hembra que la hacen diferente con respecto al macho, entre estas formas son: melanica, hemeroides, splendida y ampliata.
Melanica: las alas anteriores en su totalidad son de color negro, observándose un esbozo de manchas submarginales y escamas entre las venas A2, Cu2, Cu1 y M3. En las alas posteriores presenta lúnulas anaranjadas submarginales y manchas amplias casi redondas con escamas azules en la banda postdiscal interna. Lúnulas postdiscales de color anaranjado. Ventralmente tiene el mismo patrón de diseño y color.
Hemeroides: es de mayor tamaño que las demás. Presenta franja discal más amplia y bifurvada a la altura de la cédula discal.
Splendida: presenta manchas subapicales de las alas anteriores extendidas, algunas llegando hasta el borde interno o margen anal. En las alas posteriores las lúnulas submarginales se fusionan con las lúnulas de la banda marginal, dando un aspecto dentado.
Ampliata: las franjas amarillas de ambas alas se ensanchan mucho.

## Distribución
Esta especie se encuentra en el centro y oeste de México, en los estados de Jalisco, Colima, Michoacán, Guerrero, Morelos, Oaxaca, Hidalgo, Puebla, San Luis Potosí, Nuevo León, Querétaro, Aguascalientes, México y Distrito Federal.

## Hábitat
En toda su área de distribución se localiza por arriba de los 1500 m s. n. m.

## Estado de conservación
No se encuentra en ninguna categoría de riesgo.